# Karel Jozef van Oostenrijk (1649-1664)

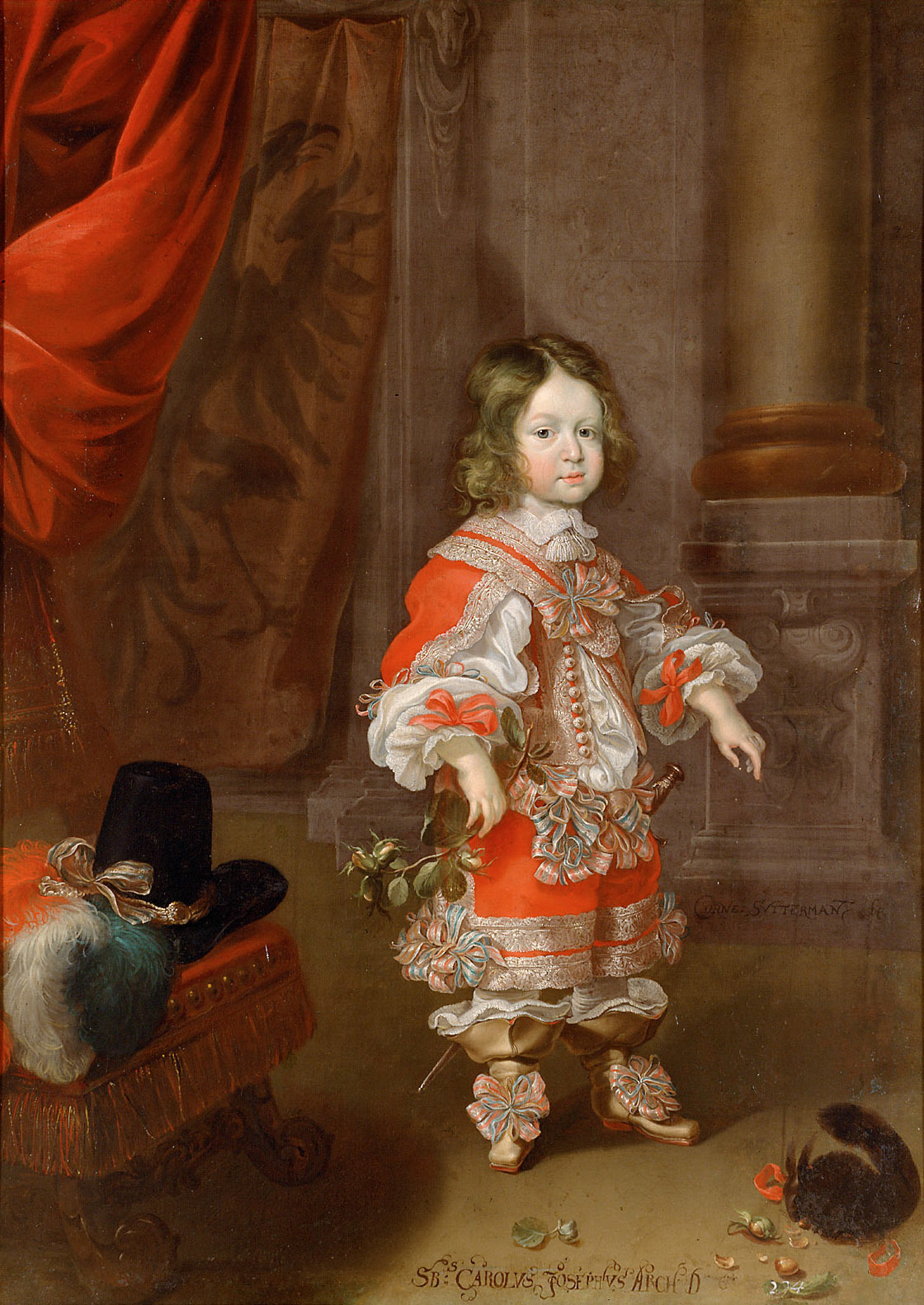
Portret van Karel Jozef van Oostenrijk toen hij vijf jaar oud was, gemaakt door Cornelis Sustermans.

Karel Jozef van Oostenrijk (Wenen, 7 augustus 1649 - Linz, 27 januari 1664) was van 1662 tot aan zijn dood prins-bisschop van Olomouc en Passau en grootmeester van de Duitse Orde en van 1663 tot aan zijn dood prins-bisschop van Breslau. Hij behoorde tot het huis Habsburg.

## Levensloop
Karel Jozef was de enige zoon van keizer Ferdinand III van het Heilige Roomse Rijk uit diens tweede huwelijk met Maria Leopoldina van Oostenrijk, dochter van aartshertog Leopold V van Oostenrijk.
In 1662 overleed zijn oom Leopold Willem van Oostenrijk. Karel Jozef erfde diens vermogen en kunstverzameling en volgde hem ook op als prins-bisschop van Olomouc en Passau en als grootmeester van de Duitse Orde. Ook werd hij op 23 februari 1663 als opvolger van zijn oom tot prins-bisschop van Breslau verkozen. De verkiezing werd op 23 april 1663 door paus Alexander VII bevestigd. Sebastian von Rostock, de aartsdiaken van Breslau, werd zijn coadjutor.
Karel Jozef, die niet tot priester was gewijd noch meerderjarig was, kon zijn ambten en titels nooit uitoefenen, aangezien hij in januari 1664 op veertienjarige leeftijd overleed. Net als zijn ouders en een groot deel van zijn familie werd hij bijgezet in de Kapuzinergruft in Wenen. Zijn hart werd uit zijn lichaam gehaald en bijgezet in de Herzogsgruft in Wenen.
- Biblioteca Nacional de España: XX1626553
- Bibliothèque nationale de France: cb16297306s (data)
- Gemeinsame Normdatei: 124269982
- International Standard Name Identifier: 0000 0000 1430 5068
- Nationale Bibliotheek van Tsjechië: ola2013773244
- Virtual International Authority File: 55076398
- WorldCat: E39PBJkD9pGykbg8grpDDkwV4q